# عمر القدوری
عمر القدوری (عربی: عمر القدوري؛ زاده ۲۱ اوت ۱۹۹۰) بازیکن فوتبال اهل مراکش است.
وی همچنین در تیم ملی فوتبال مراکش بازی کرده‌است.